# Midwolda
Heiligerlee – wieś w Holandii, w prowincji Groningen, w gminie Oldambt. Była oddzielną gminą do 1990 r., kiedy włączono ją do gminy Scheemda, wraz z którą w 2010 r. stała się częścią gminy Oldambt.